# Loyhier ende Malaert
Loyhier ende Malaert is een Middelnederlandse, uit het Oudfrans bewerkte Karelroman. Deze roman in verzen is echter niet volledig overgeleverd: in totaal zijn er slechts 808 verzen bewaard, verspreid over acht fragmenten uit twee verschillende handschriften. Centraal staan de avonturen van Loyhier (Karel de Grotes zoon) en zijn wapenbroeder Malaert. Naar inhoud sluit deze roman aan bij de Geste du roi, een Oudfranse verhalencyclus waarin de strijd tegen heidenen het hoofdthema vormt.

## Ontstaansgeschiedenis
Loyhier ende Malaert is een bewerking van het Oudfranse  chanson de geste Loyhier et Malart, waarvan het ontstaan tussen 1325-1350 wordt gedateerd. Het Middelnederlandse Loyhierverhaal ontstond ten vroegste in 1325 in Vlaanderen. Over de auteur is niets bekend.

## Overlevering
Het Middelnederlandse Loyhierverhaal zou oorspronkelijk uit 20.000 à 30.000 verzen hebben bestaan. Er zijn echter in totaal slechts 808 verzen overgeleverd, verspreid over acht fragmenten, afkomstig uit twee verschillende handschriften.

### Handschrift 1
| Situering:                       | Vlaanderen      |
| Datering:                        | ca. 1330 - 1370 |
| Aantal overgeleverde fragmenten: | 5               |
| Aantal overgeleverde verzen:     | 562             |

Uit dit handschrift komen vooreerst de zogenaamde fragmenten-Van den Bergh. Ze werden gevonden door H.C. Huyser en werden in 1852 geëditeerd door (en daarom vernoemd naar) L. van den Bergh. Ze worden bewaard in de Leidse Universiteitsbibliotheek (signatuur: Ltk. 209). Ze bevatten 158 verzen die voornamelijk ontmoetingen beschrijven tussen personages.
Van dit handschrift werden later ook vier andere fragmenten gevonden door J.C. Matthes, de zogeheten fragmenten-Matthes. In totaal bevatten ze 404 verzen. Ze werden voor het eerst geëditeerd door J.W. Muller in 1927. Ze worden eveneens bewaard in de Universiteitsbibliotheek van Leiden (signatuur: Ltk. 1774). Het eerste fragment gaat over een steekspel tussen het hoofdpersonage Loyhier en zijn neef Otte. Dit fragment beschrijft ook de eerste amoureuze ontmoeting tussen Loyhier en Sormarinde. In het tweede fragment neemt Loyhiers wapenbroeder Malaert deel aan een toernooi. In het derde fragment staat een gesprek tussen Loyhier en Simaglore, de bekeerde dochter van de heidenenvorst Pinnaert. Het vierde fragment bevat een dialoog tussen Otte en de burggraaf van Pavia (Italië).

### Handschrift 2
| Situering:                       | West-Vlaanderen    |
| Datering:                        | ca. 1340- ca. 1360 |
| Aantal overgeleverde fragmenten: | 3                  |
| Aantal overgeleverde verzen:     | 246                |

Van dit handschrift werd allereerst een fragment overgeleverd dat 46 verzen bevat. Het wordt het fragment-Serrure genoemd omdat het door C.P. Serrure werd gevonden én geëditeerd in 1855. Inhoudelijk gaat het voornamelijk over de Saracenenvorst Pinnaert. Het wordt bewaard in de Gentse Universiteitsbibliotheek (signatuur: 1648).
Van hetzelfde handschrift zijn ook de fragmenten-Rooses afkomstig. Deze twee fragmenten bevatten in totaal 200 verzen. Ze werden door Max Rooses gevonden in het Museum Plantin-Moretus en liggen er nog steeds (signatuur: M 15.10 (2)). G. Kalff leverde de eerste editie in 1893. De verzen in het eerste fragment gaan over Loyhier die Malaert ontbiedt. In het tweede fragment staat een discussie tussen Lodewijk en de paus.

## Korte inhoud
Aangezien de Middelnederlandse versie fragmentarisch is overgeleverd, baseren we ons voor de volledigheid van het verhaal op Karl Simrocks navertelling uit 1868 van het Duitse volksboek Loher und Maller (1514), dat duidelijk op de Middelnederlandse tekst teruggaat.

### Ottes verraad
| Personages                | Personages                                                                 |
| ------------------------- | -------------------------------------------------------------------------- |
| Loyhier                   | zoon van Karel de Grote; ridder                                            |
| Malaert                   | zoon van Galien; Loyhiers reisgenoot en wapenbroeder; wordt later heremiet |
| Sormarinde                | dochter van Oosterse keizer Oursares; trouwt met Loyhier                   |
| Otte                      | Loyhiers neef; wordt opgehangen wegens verraad                             |
| Lodewijk                  | Loyhiers broer; jaloers op Loyhiers keizerschap                            |
| Pinnaert Gormond Isembart | heidense koningen                                                          |

Vanwege zijn casanova-achtig gedrag wordt Loyhier verbannen door zijn vader, Karel de Grote. Samen met zijn vriend Malaert trekt de ridder naar het oosten. Op hun tocht ontmoeten ze Loyhiers neef Otte (koning van de Lombarden). Op vraag van Otte wisselt Loyhier met hem van naam. In ruil hiervoor steunt Otte Loyhier in zijn strijd tegen de heidenen. De drie ridders komen terecht in Constantinopel, waar Loyhier de bevallige Sormarinde (de dochter van keizer Oursares) ontmoet. Het is liefde op het eerste gezicht en ze treden in het huwelijk. Het echtpaar en Malaert worden echter op bevel van de kwaadaardige Saracenenvorst Pinnaert gevangengenomen door Otte, die als beloning van dit verraad met Pinnaerts dochter mag huwen. Malaert en Sormarinde ontsnappen en later weet de keizersdochter haar geliefde vrij te krijgen. Otte wordt ten slotte opgehangen voor zijn wandaad.

### Lodewijks afgunst
Na heel wat nieuwe avonturen volgt Loyhier keizer Oursares op. Hij wordt keizer van Constantinopel en later, na Sormarindes dood, ook van Rome. Zijn broer Lodewijk is jaloers op hem en geeft twaalf edellieden het bevel de keizer uit te schakelen.
De stoutmoedige Loyhier overleeft de aanslag echter en informeert de paus over de vreselijke gebeurtenis. De paus is onthutst en stuurt zijn bode (legaet) naar Lodewijk met de boodschap de twaalf belagers uit te leveren. Lodewijk weigert echter omdat Loyhier hier volgens hem geen recht op heeft. Toen hij nog donjuaneske neigingen had, zou Loyhier immers de vrouwen en de dochters van de twaalf mannen onrecht hebben aangedaan.

### Malaerts dood
Tijdens verdere veldslagen besluit Malaert zich terug te trekken in een woestijn en wordt hij heremiet. Loyhier is hier zo bedroefd om dat hij het uitspreken van de naam van zijn vriend verbiedt op straffe van dood. Op Paasdag verbreekt Malaert echter zijn kluizenaarschap en trekt hij incognito naar Rome. Hij ontmoet er Loyhier in de Sint-Pieterskerk. Wanneer hij de keizer om een aalmoes vraagt in de naam van Malaert, ontsteekt Loyhier in zoveel verdriet en woede dat hij de vermomde man doodt, zonder te weten dat het zijn vriend is. Malaerts familie besluit zijn dood te wreken en gaat de strijd aan met Loyhier. Ook Lodewijk raakt betrokken in de strijd. Het geslacht van Galien, waartoe Malert behoorde, wordt echter volledig uitgeroeid en beide broers keren terug naar hun rijk.

### Gormond en Isembart: strijdlustige heidenen
Het laatste gedeelte van de ridderroman staat vrijwel op zichzelf. Het is een omwerking van een ander Frans verhalend gedicht (ook: chanson de geste), La Mort du roi Gormond. Inhoudelijk ligt het zwaartepunt bij de strijd van de heidense vorst Gormond en de Frankische edelman Isembart tegen Lodewijk en Karel de Grote.

### Primaire bronnen
- Iwema, Klaas, 'De Middelnederlandse fragmenten van Loyhier en Malaert : een bronnenuitgave', Leuvense bijdragen 75 (1986), 433-494.
- Kalff, Gerrit, 'Een nieuw fragment van den roman van Loyhier en Malaert', Tijdschrift voor Nederlandsche taal- en letterkunde 12 (1893), 241-250. Ook online raadpleegbaar op de DBNL-website.
- Muller, J.W., 'Loyhier en Malaert', Tijdschrift voor Nederlandsche taal- en letterkunde 46 (1927), 138-155. Ook online raadpleegbaar op de DBNL-website.
- Serrure, Constant Philippe, 'Pinnaert', Vaderlandsch museum voor Nederduitsche letterkunde, oudheid en geschiedenis 4 (1884), 300-313. Ook online raadpleegbaar op de DBNL-website.
- Van den Bergh, L. Ph. C., 'Fragmenten van eenen ridder-roman', Nieuwe werken van de Maatschappy der Nederlandsche Letterkunde te Leyden. Dordrecht, 1852.
- Te Winkel, Jan, 'Loyhier ende Malart', Tijdschrift voor Nederlandsche taal- en letterkunde 4 (1884), 300-313.

### Secundaire bronnen
- Mölk, Ulrich, '"Lohier et Malart." Fragment d’une chanson de geste disparue', Romania 110 (1989), 466-492.
- Simrock, Karl, Loher und Maller. Ritterroman erneuert von Karl Simrock. Stuttgart, 1868.